# Mr. Mister
Mr. Mister var ett amerikanskt rockband som bildades 1980 och var verksamt fram till 1990. Bandet kännetecknades av tidstypiska new wave-element med fokus kring melodiösa syntslingor och en framträdande sång och är mest kända för låtarna "Broken Wings" och "Kyrie".

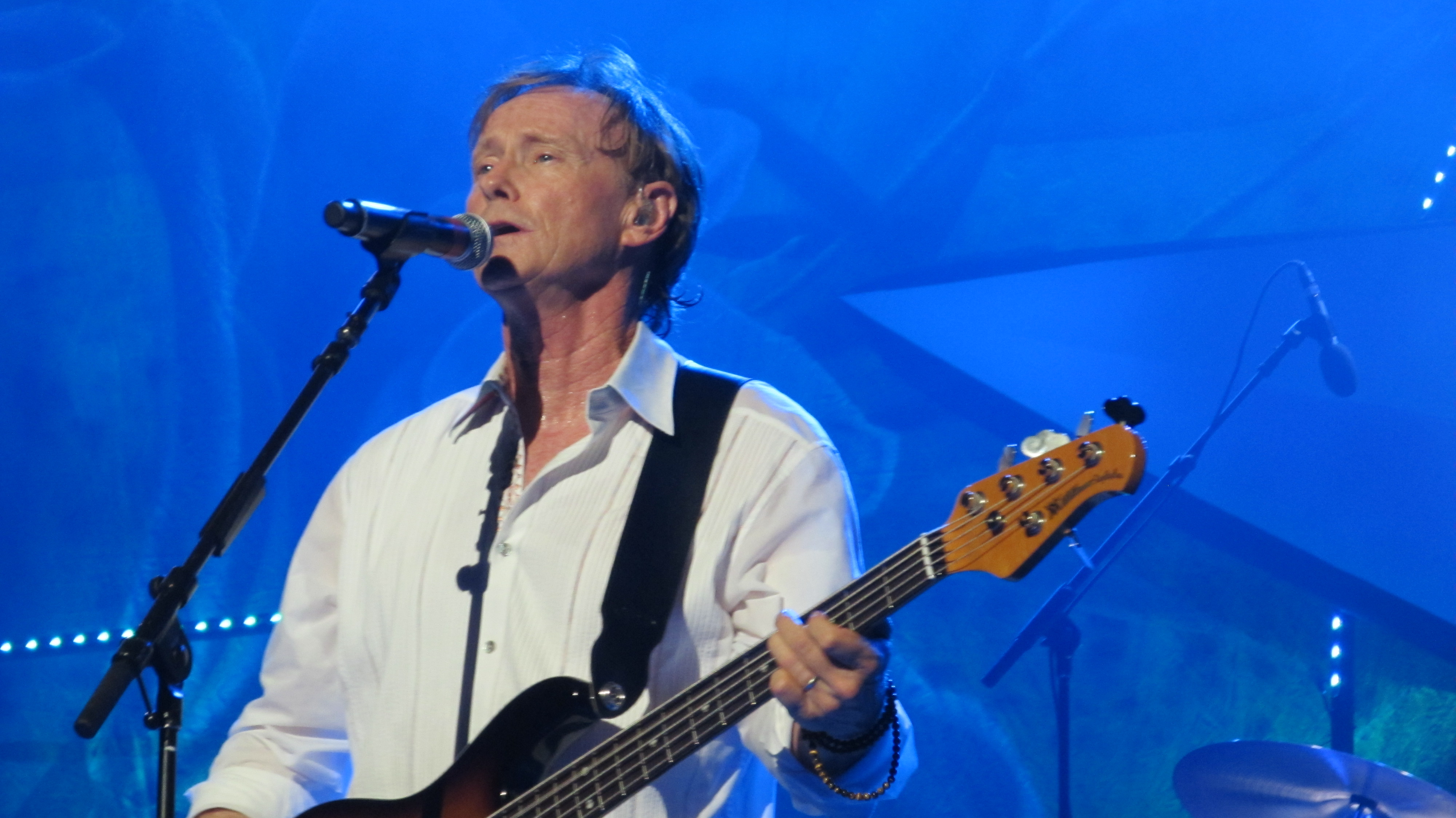
Richard Page 2011. Page stod för sång och bas i bandet.

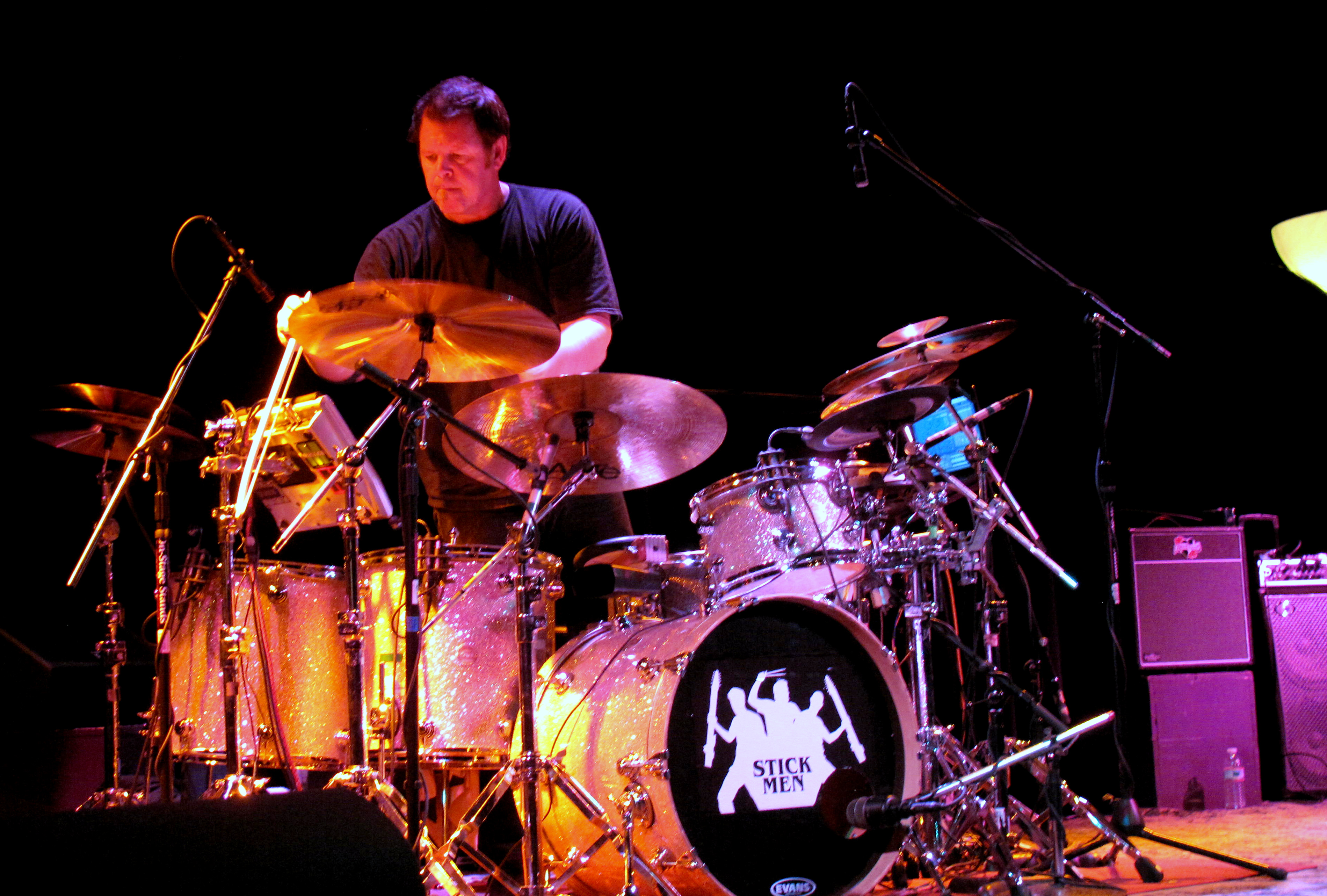
Pat Mastelotto 2010. Han var en av de fyra medlemmarna i Mr. Mister.

## Historik
Gruppen bildades i Los Angeles av Richard Page (sång och bas), Steve George (keyboard), Pat Mastelotto (trummor) och Steve Farris (gitarr). Page och George hade under 1970-talet haft bandet Pages och Page hade även komponerat musik till Michael Jackson och Donna Summer. Alla fyra bandmedlemmar var rutinerade musiker sedan tidigare. I början av gruppens karriär erbjöds Page exempelvis plats som sångare i både Chicago och Toto, men avböjde båda anbuden.
Mr. Mister släppte sitt första album 1984 och man slog året efter, i samband med sitt andra album Welcome to the Real World. Två låtar från det albumet – "Broken Wings" och "Kyrie" – kom att toppa de amerikanska singellistorna.
Bandets tredje skiva, Go On, sades vara det bästa de skrivit. Men skivan nådde aldrig någon kommersiell framgång, trots låtar som "Something Real" och "Stand and Deliever".
1989 lämnade gitarristen Steve Farris bandet, och bandet splittrades kort därefter. Albumet Pull hann produceras, innan bandet stod utan skivkontrakt vilket ledde till att albumet aldrig släpptes.
Sedan dess har Richard Page ägnat sig åt sin egen solokarriär, medan de andra medlemmarna började producera musik åt andra artister. En låt från Pull, "Waiting in my Dreams", fanns med på en "Greatest Hits"-skiva med bandet som släpptes 2001.
2010 släpptes "Pull" till slut officiellt genom Richard Pages egen webbplats.

## Diskografi
Studioalbum
- I Wear the Face (1984)
- Welcome to the Real World (1985)
- Go On... (1987)
- Pull (2010)

Samlingsalbum
- Broken Wings: The Very Best of Mr. Mister 16 'soft-rock' classics (1998)
- Broken Wings: The Encore Collection (1999)
- The Best of Mr. Mister (2001)

## Priser och nomineringar
| År   | Utmärkelse    | Kategori                                 | Låt              | Resultat  |
| ---- | ------------- | ---------------------------------------- | ---------------- | --------- |
| 1986 | Grammy Awards | Best Pop Performance by a Duo or Group   | "Broken Wings"   | Nominerad |
| 1987 | Grammy Awards | Grammy Award for Best Gospel Performance | "Healing Waters" | Nominerad |